# Zimmermannia vivesi
Zimmermannia vivesi is een vlinder uit de familie van de dwergmineermotten (Nepticulidae). De wetenschappelijke naam is voor het eerst voorgesteld als Ectoedemia vivesi door Aleš Laštůvka, Zdeněk Laštůvka en Erik van Nieukerken in een publicatie uit 2010.
De soort komt voor in Spanje en Cyprus.